# Sistema Universitário de Documentação
O Sistema Universitário de Documentação (SUDOC) é um projeto bibliotecário francês para unir os ficheiros de autoridade virtual dos seus catálogos.
O SUDOC permite que as bibliotecas de universidades francesas e outras instituições de ensino superior na França possam identificar de maneira unificada os documentos que estão nos seus catálogos segundo a autoria e outros critérios. É mantido pela “Agência bibliográfica do ensino superior” (Agence bibliographique de l'enseignement supérieur) com sede em Montpellier.
SUDOC faz parte do projeto da Base Virtual Internacional de Autoridade.